# Karna
Pour les articles homonymes, voir Karna (homonymie).
Karna (en IAST : Karṇa, devanagari: कर्ण) est l'un des principaux héros de l'épopée indienne du Mahābhārata. Il est le fils de Kunti et de Sūrya le dieu du soleil. Il est l'un des plus proches amis de Duryodhana, l'un des 100 Kauravas.

## Origine de la légende
Le nom de Karṇa s'interprète comme une forme moyen-indienne de celui de Krishna, personnage qui dans le Mahābhārata est devenu un avatar de Vishnou.
Georges Dumézil a démontré que Kunti représente la Nuit, mère naturelle du Soleil. Le mythe est proche des Matralia à Rome. .

## Karna dans leMahābhārata

### Enfance et éducation
La princesse Kunti reçoit une bénédiction du dieu soleil Sūrya et accouche d'un petit garçon. Comme elle n'est pas mariée et que cette naissance la placerait dans une situation délicate, Kunti abandonne l'enfant en le plaçant dans un couffin qu'elle lance sur les eaux d'un fleuve. Le nouveau-né est recueilli par un charretier, Athirathan, qui le nomme Karna et l'élève comme son propre fils.
En grandissant, Karna refuse d'exercer le même métier que son père et préfère devenir un guerrier. Il tente d'abord de devenir l'élève de Dronacharya (plus couramment appelé Drona), mais Drona refuse de le prendre comme élève car Karna ne fait pas partie de la caste des Kshatriyas, la caste des guerriers nobles. Karna devient alors l'élève de Parashurama, un fameux gourou qui a déjà entraîné d'autres héros de l'épopée, dont Drona et Bhishma. Mais comme Parashurama a juré de ne délivrer son enseignement qu'aux brahmanes, Karna se présente à lui en se faisant passer pour un brahmane. Parashurama l'accepte et l'entraîne jusqu'au jour où il déclare que Karna est devenu son égal et qu'il n'a plus rien à lui apprendre en matière d'art de la guerre et de maniement de l'arc. Peu après, Parashurama fait la sieste et n'a comme oreiller que les genoux de Karna. Pendant le sommeil de son maître, Karna est piqué par une abeille à la cuisse, mais, malgré la douleur, il ne bouge pas pour ne pas déranger son maître. Parashurama se réveille peu après et voit du sang couler de la blessure de Karna, ce qui lui montre que Karna n'est pas un brahmane contrairement à ce qu'il a prétendu. Parashurama maudit alors Karna et lui prédit que toutes ses connaissances dans le maniement de l'arme divine Brahmastra lui feront défaut au moment précis où il en aura le plus besoin. Devant les supplications de Karna, Parashurama doit reconnaître qu'il n'a jamais eu d'élève aussi attentif, et lui confie tout de même Bhargavastra, une arme céleste, ainsi que son propre arc, Vijaya.

### La guerre de Kurukshetra
Plus tard, Karna rencontre Duryodhana, l'un des Kauravas, et devient son ami. Cela le conduit à prendre parti pour les Kauravas dans la guerre de Kurukshetra et, de ce fait, à combattre, au début sans le savoir, contre ses demi-frères les Pandavas. Karna est admiré pour sa force, sa générosité et sa fidélité à la parole donnée.
Aux 16e et 17e jours de la guerre, décrits dans le Karna Parva (le livre 8 du Mahābhārata), Karna prend le commandement des Kauravas. Krishna prévient Arjuna, chef des Pandavas, de s'en méfier en raison de la grande valeur de Karna. Karna et Arjuna s'affrontent longuement sans que l'un ou l'autre ne prenne le dessus ; Karna parvient plusieurs fois à couper la corde de l'arc d'Arjuna. Mais à un moment donné, l'une des roues du char de Karna s'enfonce dans une partie boueuse du sol. Karna doit descendre pour désembourber son char tout en continuant à se défendre, mais, au moment où il en a le plus besoin, ses connaissances dans le maniement de son arme lui font soudain défaut, car la malédiction qu'il a subie fait effet. Acculé, il demande à Arjuna de respecter les usages habituels du combat et de lui laisser le temps de dégager sa roue avant de poursuivre le duel. Mais à ce moment, Krishna rappelle à Arjuna les multiples trahisons et ruses commises par les Kauravas au cours de la guerre. Indigné par ces rappels, Arjuna emploie l'une de ses armes divines, Anjalika, pour tuer Karna.
Tandis que Karna agonise sur le sol, son père Sūrya est occupé à débattre avec Indra, le père d'Arjuna, sur la question de savoir lequel de leurs fils est supérieur à l'autre. Les deux pères décident de mettre une dernière fois Karna à l'épreuve et se présentent à lui sous la forme de brahmanes faisant l'aumône. Karna répond d'abord qu'au point où il en est, il n'a plus rien dont il puisse leur faire l'aumône. Mais l'un des brahmanes lui fait remarquer qu'il a dans les dents un peu d'or qui pourrait leur être utile. Karna se saisit alors d'une pierre et se brise une dent qu'il donne aux brahmanes : il prouve ainsi sa supériorité. Il existe plusieurs autres versions de cette dernière épreuve dans le théâtre indien.

### La mort de Karna
Dans le passage du Mahābhārata qui raconte la mort de Karna, sa tête tranchée est assimilée au soleil. Le récit assimile celle-ci soit au couchant ou au soleil d'automne. L'épisode a été rapproché de la décapitation du dieu nordique Mímir ou encore de la décapitation  de Vishnou.

## Postérité
Au cinéma, Karna est le personnage principal du film tamoul Karnan, réalisé par  B. R. Panthulu et sorti en 1964, qui retrace la vie du héros. Il apparaît en outre dans les adaptations du Mahabharata, notamment dans Le Mahâbhârata de Peter Brook en 1989.
Dans la bande dessinée, Karna apparaît isolément dans l'une des séries de romans de l'univers Fate/stay night : le light novel Fate/Apocrypha écrit par Yūichirō Higashide et illustré par Ototsugu Konoe, paru entre 2012 et 2014. Karna est le Lancer de la faction des Rouges dans la Grande Guerre du Saint Graal qui forme l'intrigue principale du roman. La plupart des personnages principaux du roman sont des héros et héroïnes repris de mythes et de récits fameux, ou parfois des personnages historiques.